# Hynek Klimek

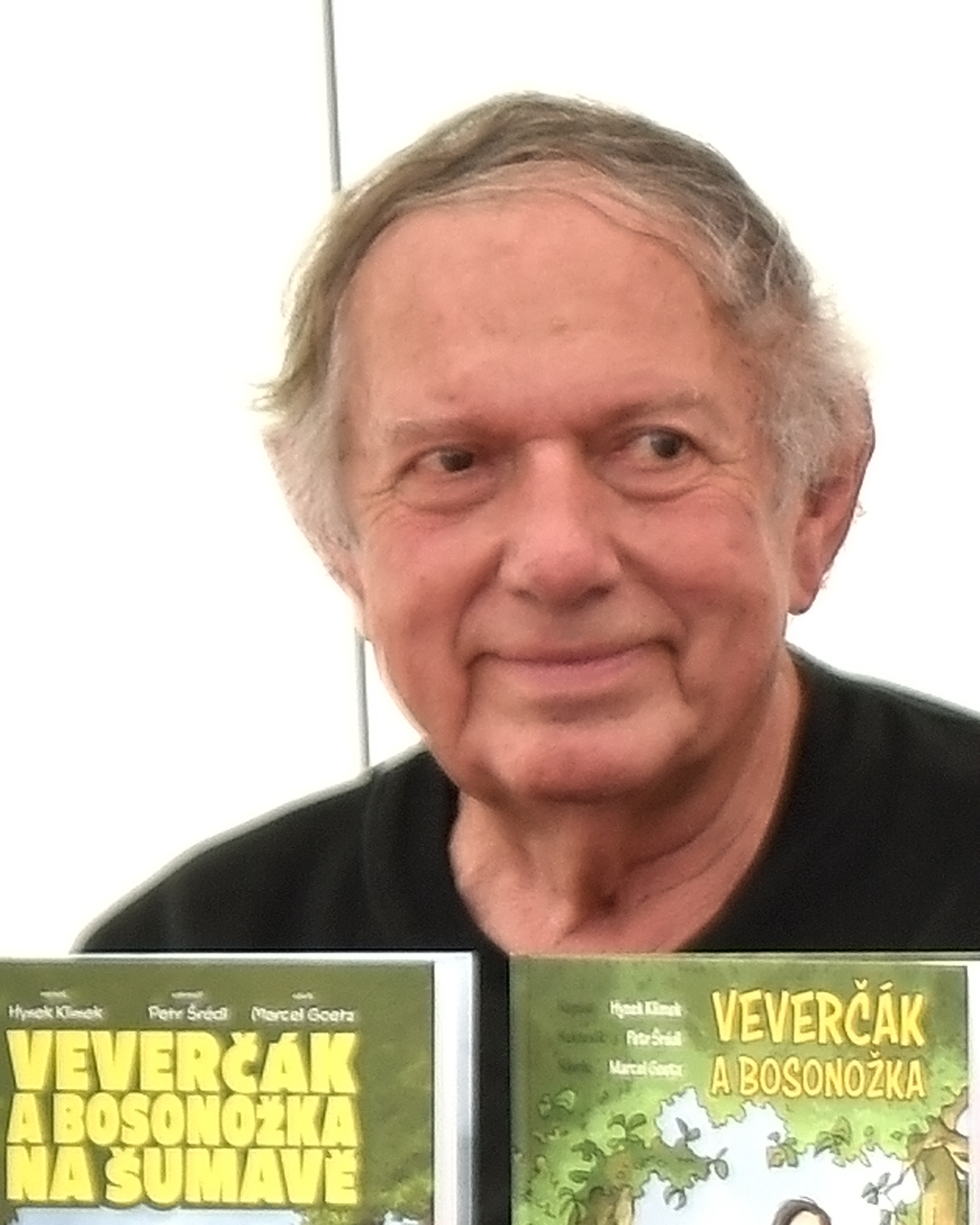
Hynek Klimek (2024)

Hynek Klimek (* 28. Juli 1945 in Prag, Tschechoslowakei) ist ein tschechischer Journalist, Buchautor (Kinderliteratur und Heimatliteratur) und Drehbuchautor.

## Leben
Sein Großvater Hynek Klimek war ein Drechsler und katholischer Christdemokrat, der in Nemile bei Mährisch Schönberg (damals Österreich-Ungarn) lebte.  Hynek Klimek ist ein jüngerer Bruder des Prager Neuzeithistorikes Antonín Klimek (1937–2005) – die beiden sind Neffen des Adolf und Julius Klimek.
Nach der Ausbildung zum Heizungstechniker studierte er fünf Semester Rechtswissenschaften an der Karls-Universität Prag.  Er lebte und arbeitete bis 1977 in Prag, dann nach der Eheschließung seit dem Jahr 1978 wohnte er in Budweis und seit 2006 lebt er im Böhmerwald. Zuerst war er als Bautechniker in Prag angestellt, dann seit 1990  rund 15 Jahre als Journalist und anschließend als freischaffender Schriftsteller und Publizist tätig. Er debütierte im Jahr 1989 mit dem Roman Der Schlangengraben (Hadí příkop), dann folgten Kinderbücher, Märchen, Heimatliteratur, Publikationen und Drehbücher.
Hynek Klimek ist Mitglied beim Südböhmischen Schriftstellerverein (Jihočeský klub Obce spisovatelů), Mitglied des Tschechischen Journalistenverbands (Syndikát novinářů Česke republiky) und nimmt an der literarischen Begegnungen Zeyers Vodňany (zu Ehren des Poeten Julius Zeyer) in Vodňany (Zeyerovy Vodňany) teil. Sein Sohn Tomáš Klimek (* 1979) ist Historiker und Journalist.

## Schriften

### Kinder- und Jugendliteratur
- Milenci, andělé a ti druzí (podle vyprávění malíře Kristiana Kodeta). Hart, Praha 2001
- Strašidla od Šumavy po Prahu. Lucie, Vimperk 2002.
- Mýty a báje staré Šumavy. Formát, Praha 2003.
- Mýty, báje a povídačky jižních Čech. PRAAM, Písek 2004.
- Smrt krásné stopařky. Jindřich Kraus Pragoline, Praha 2006.
- Jak se z divoženky stala krásná víla. Město Tábor v Nakladatelství Studio Gabreta, České Budějovice 2007.
- O víle Vodánce. Růže, České Budějovice 2007.
- Příběhy víly Vodánky. Město Tábor v Nakladatelství Studio Gabreta, České Budějovice 2007.
- Jak Klárka pomohla víle a víla Klárce. Nadace Javorník v Nakladatelství Studio Gabreta, České Budějovice 2008.
- Vládcové našich hor. Alpress,  Frýdek-Místek 2009.
- O víle Vodánce a bludičce Markétce. Plejáda, Plzeň 2009.
- Přece nechcípnu jen tak (podle vyprávění paralympioničky Jany Fesslové). Plejáda, Plzeň 2010, ISBN 978-80-87374-51-1.
- Strašidlář  – Mezi námi hradními strašidly. 2012 Grada, Praha 2012.
- Strašidlář – Mezi námi vodníky. Grada, Praha 2012.
- Strašidlář – Mezi námi čarodějnicemi.  Grada, Praha 2012.

### Heimatliteratur
- Povodně jižní Čechy 2002 - fotografická spoluúčast. Syndikát jihočeských novinářů, PENI, České Budějovice 2002, – 2. vydání, PENI, České Budějovice 2003.
- Hříšníci ze šumavských vrchů (včetně vlastních doprovodných fotografií). Jindřich Kraus Pragoline, Praha 2005.
- Kam na víkendy ? – Jižní Čechy I. (včetně vlastních fotografií). Computer Press, Brno 2007.
- Kam na víkendy ? – Jižní Čechy II. Písecko, Strankonicko, Šumava. Computer Press, Brno 2008.
- Příběhy hospůdek okolo Vltavy (povídky jihočeských spisovatelů). Růže, České Budějovice 2007,  2. rozšířené vydání, Růže, České Budějovice 2008.
- Neznámé Čechy – Šumava - Trojmezí. Regia, Praha 2008.
- Neznámé Čechy – Šumava - Sušicko. Regia, Praha 2009.
- Neznámé Čechy – Šumava - Klatovsko. Regia, Praha 2009.
- Sezimovo Ústí – město, které se zrodilo dvakrát – (nadpoloviční podíl včetně fotografií se třemi spoluautory textu a fotografem). Růže, České Budějovice 2009.
- Neznámé Čechy – Šumava - Podhůří. Regia, Praha 2010, ISBN 978-80-86367-81-1.
- Neznámé Čechy – Šumava - Prachaticko. Regia, Praha 2010.
- Neznámé Čechy – Šumava  - Českokrumlovsko. Regia, Praga 2011, ISBN 978-80-87531-00-6.
- Neznámé Čechy – České řeky - Otava. Regia, Praha 2012.

### Anthologien und sonstige Publikationen
- Hadí příkop  (román). Jihočeské vydavatelství, České Budějovice 1989, ISBN 978-80-7016-000-8.
- Jak zlikvidovat šéfa (fiktion povídky čtyř jihočeských  autorů). Jih, České Budějovice 1992.
- Měsíc ve dne (povídky jihočeských autorů). Carpio, Třeboň 2002.
- Střídavě jasno (povídky jihočeských a rakouských autorů). Růže, České Budějovice 2003.
- Jihočeský kalendář 2005. Inpress, České Budějovice 2004.
- Barevné kameny Adalberta Stiftera (povídky jihočeských a rakouských autorů). Růže, České Budějovice 2005.
- Jihočeský lidový kalendář 2006 (zároveň vedoucím redaktorem publikace). Gabreta, České Budějovice 2005.
- Sůl a cukor (povídky jihočeských a východoslovenských spisovatelů). Růže, České Budějovice 2005.
- Příběhy jihočeských hostinců – 1. díl (povídky jihočeských spisovatelů). Růže, České Budějovice 2005.
- Příběhy jihočeských hostinců – 2. díl (povídky jihočeských spisovatelů). Růže, České Budějovice 2006.
- Smrt krásné stopařky. Pragoline, Praha 2006, ISBN 80-86546-47-0.
- Jihočeský lidový kalendář 2007 (zároveň vedoucím redaktorem publikace). Orego, Praha 2006.
- Jihočeský lidový kalendář 2008. Jih, České Budějovice 2007.
- Vítr sedmi vůní (povídky jihočeských a rakouských spisovatelů). Balt East, Praha 2008.

### Drehbücher
- 1995: Telč dnes - ČTV
- 2003: Jiho česke štrašeni - TV Gimi
- 2006: Novohradsko a Throsvinensko - J. Hanzal